# Kuvera similis
Kuvera similis är en insektsart som beskrevs av Tsaur 1987. Kuvera similis ingår i släktet Kuvera och familjen kilstritar. Inga underarter finns listade i Catalogue of Life.